# Un corpo caldo per l'inferno
Un corpo caldo per l'inferno è un film del 1969 diretto da Franco Montemurro.

## Trama
Charles Clancy detto ''Dedé'', dopo aver rapinato una gioielleria, viene trovato morto da Marcel Mauriac, il ricettatore cui si era rivolto per piazzare la merce. Il resto della banda Robert e Louis, certo che a ucciderlo sia stato lui per impadronirsi dei gioielli, gli tende la trappola, servendosi della sua amante Greta Nielsen per affidarle l'incarico di ritrovare i gioielli, che non riesce a ritrovarli. La polizia guidata dal commissario Borlay, che teneva sotto sorveglianza la casa di Mauriac, li insegue; però Louis viene ucciso da Robert che uccide anche Greta. Durante la sparatoria Marcel riesce ad uccidere Robert e viene catturato e anche Leclerc che aveva organizzato la rapina.